# Lárrede
Larrede est un village de la province de Huesca, situé à environ quatre kilomètres au nord de la ville de Sabiñánigo, à 822 mètres d'altitude. L'église Saint-Pierre, construite vers 1050 dans le style roman aragonais, caractéristique des églises du Serrablo, est classée bien d'intérêt culturel depuis 1931 (à l'époque, sous la dénomination « Monumento nacional »).